# Траоре, Абдулай
Абдула́й Траоре́ (фр. Abdoulaye Traoré; 4 марта (или 21 февраля 1967, Трешвилль, Абиджан, Берег Слоновой Кости), также известный как Бен Бади́ (фр. Ben Badi) — ивуарийский футболист, нападающий. В 1984—1996 годах выступал за сборную Кот-д’Ивуара. Победитель Кубка африканских наций 1992.

## Карьера

### Клубная
До того, пока Абдулай Траоре не начал карьеру профессионального футболиста, нападающий играл в уличный футбол. Здесь его заметили скауты из клуба «Стелла д’Аджаме» из столицы Кот-д’Ивуара Абиджана, где он впоследствии выступал с 1983 по 1984 год. В 1985 году Траоре перешёл в другой столичный клуб, которым стал «АСЕК Мимозас». За этот клуб Абдулай выступал в течение шести месяцев, пока не переехал в одну из сильнейших лиг Европы, которой стала Лига I Франции, благодаря тому, что нападающий подписал контракт с клубом «Мец». В следующем, 1986 году, Траоре переехал в Португалию, подписав контракт с клубом «Брага». Дебют Абдулая в Чемпионате Португалии состоялся 7 сентября 1986 года в матче «Спортинга» против клуба «Риу Аве», который закончился со счётом 2:1 в пользу футболистов из Браги. В первой половине сезона 1986/87 главный тренер «Спортинга» Умберту Коэлью шесть раз выпустил на поле Траоре, в основном в качестве замены Серхио Сауседо. Во второй половине этого сезона, нападающий на поле не вышел ни разу. Следствием этого стало то, что Траоре вновь вернулся во Францию, успев с 1987 по 1988 год поиграть за два французских клуба, которыми стали «Сет» и «Тулон». В 1988 году нападающий перешёл в клуб «Авиньон Фут», за который впоследствии выступал в течение двух лет.
Траоре очень хотелось проявить себя и футболист решил вернуться на Родину, подписав контракт с одним из своих бывших клубов, которым стал «АСЕК Мимозас». С этим клубом Абдулай шесть раз стал чемпионом Кот-д’Ивуара в 1990, 1991, 1992, 1993, 1994 и 1995 годах, а также дважды обладателем Кубка Кот-д’Ивуара в 1990 и 1995 годах. Траоре очень быстро стал любимчиком болельщиков клуба «АСЕК Мимозас», особенно в 1992 и 1994 годах, когда нападающему удалось стать лучшим бомбардиром ивуарийского первенства. Лучшим периодом в своей профессиональной карьере, сам футболист называет свои выступления за «АСЕК Мимозас», а особенно тот период, когда клубу «АСЕК Мимозас» предстояло в двух четвертьфинальных матчах Лиги африканских чемпионов 1992 встретиться с клубом «Асанте Котоко» из Ганы. В первом матче, который прошёл в Абиджане, «АСЕК Мимозас» проиграл со счётом 1:2. В ответном гостевом матче уже победили ивуарийцы, одолев «Асанте Котоко» со счётом 3:2, и вышли в полуфинал турнира. В ответном матче Абдулай Траоре оформил дубль, и как говорит сам футболист, был очень сильно похвален главным тренером клуба «АСЕК Мимозас» Филиппом Труссье.
В 1995 году Абдулай Траоре переехал в Саудовскую Аравию, подписав контракт с клубом «Аль-Оруба» (Эль-Джауф), за который выступал вплоть до завершения профессиональной карьеры в 2001 году в возрасте 34 лет.

### В сборной
Абдулай Траоре дебютировал в сборной Кот-д’Ивуара в 1984 году. В этом же году нападающий участвовал в нескольких матчах сборной в рамках отборочного турнира к Чемпионату мира 1986. В 1986 году Траоре, вместе со сборной, принял участие в Кубке африканских наций 1986, по результатам которого сборная Кот-д’Ивуара заняла третье место на турнире, а Абдулай с тремя голами стал вторым бомбардиром на турнире после Роже Милла, который в этом соревновании забил 4 мяча. В 1988 году главный тренер сборной Кот-д’Ивуара Жан-Пьер Геде включил Траоре в заявку на Кубок африканских наций 1988, по результатам которого команда нападающего вылетела из соревнования ещё на групповом этапе и заняла третье место в группе, сыграв трижды вничью с Алжиром (1:1), Заиром (1:1) и Марокко (0:0). Единственным, кто забил голы за сборную Кот-д’Ивуара, стал именно Абдулай Траоре, который впоследствии с двумя мячами стал лучшим бомбардиром турнира наряду с Лахдаром Белуми, Гамалем Абделем Эль Хамидом и Роже Милла, которые тоже забили по 2 мяча в соревновании. Нападающий, вместе со сборной, принял участие и в Кубке африканских наций 1990, который проходил в Алжире. Несмотря на победу в первом матче группового этапа над сборной Египта со счётом 3:1, в котором Траоре оформил дубль, два других матча против сборных Алжира (0:3) и Нигерии (0:1) сборная Кот-д’Ивуара проиграла, в итоге заняв лишь третье место в группе. Абдулай пропустил матч против сборной Нигерии, так как в матче против сборной Алжира получил от судьи красную карточку.
В 1992 году Абдулай Траоре принял участие в победном для сборной Кот-д’Ивуара Кубке африканских наций 1992, который проходил в Сенегале. В группе C, состоящей из трёх команд, сборная Кот-д’Ивуара сначала со счётом 3:0 обыграла сборную Алжира, причём один из голов забил Траоре. Затем ивуарийцы со счётом 0:0 сыграли вничью со сборной Республики Конго, обеспечив тем самым себе первое место в группе. В четвертьфинале сборная Кот-д’Ивуара со счётом 1:0 одолела сборную Замбии и вышла в полуфинале на сборную Камеруна. Основное и дополнительное время матча против камерунцев завершилось со счётом 0:0 и судьба выхода в финал решалась в серии послематчевых пенальти, в которой сильнее оказались ивуарийцы, одолев сборную Камеруна со счётом 3:1. Победный гол по пенальти забил Абдулай Траоре. В финале турнира, который прошёл 26 января 1992 года, сборной Кот-д’Ивуара противостояла сборная Ганы. В целом, повторилась точно такая же история, какая была и в полуфинале. Основное и дополнительное время матча завершилось со счётом 0:0, а Траоре был заменён главным тренером Йео Мартьялем на 101-й минуте на полузащитника Люсьена Касси-Куадио. Судьба трофея решалась в серии послематчевых пенальти, сильнее в которой с огромным счётом 11:10 оказались ивуарийцы, впервые в истории став победителями Кубка африканских наций. Сборная Кот-д’Ивуара в данном турнире не пропустила ни одного мяча в свои ворота в основное и дополнительное время матчей, а исключение составили лишь две серии пенальти, в которых ивуарийцы участвовали в полуфинале и финале соревнования.
В этом же, 1992 году Траоре, вместе со сборной, принял участие в Кубке Короля Фахда 1992, предшественнике Кубка конфедераций. Всего в турнире приняли участие 4 сборных команды, каждая из которых представляла отдельную футбольную конфедерацию, а ими стали сборная Кот-д’Ивуара, сборная Аргентины, сборная США и хозяйка турнира сборная Саудовской Аравии. В полуфинале, который прошёл 16 октября 1992 года, сборной Кот-д’Ивуара противостояла сборная Аргентины, которая в результате разгромила ивуарийцев со счётом 0:4. В матче за третье место против сборной США, который состоялся 19 октября 1992 года, при счёте 0:1, на 16-й минуте Абдулай сравнял счёт в игре, но сборной Кот-д’Ивуара это не помогло и она в итоге проиграла со счётом 2:5, в результате заняв последнее, четвёртое место на турнире.
В 1994 году Траоре принял участие в Кубке африканских наций 1994, который проходил в Тунисе. В этом соревновании сборной Кот-д’Ивуара предстояло защищать титул чемпионов Африки, чего им не удалось, заняв лишь третье место на турнире. Абдулай Траоре забил лишь один мяч на турнире, а им стал победный гол в ворота сборной Ганы в четвертьфинальном матче. Последним турниром, в выступлениях нападающего за сборную, стал Кубок африканских наций 1996, который проходил в ЮАР. В заявку сборной Кот-д’Ивуара Траоре попал благодаря французскому главному тренеру Пьеру Племельдену, который очень доверял ветерану ивуарийской сборной. Нападающему на этот раз не удалось забить ни одного мяча, а сборная Кот-д’Ивуара в итоге заняла третье место в группе D и вылетела из турнира. После неудачного для ивуарийцев и Траоре первенства Африки 1996, нападающий решил закончить свои выступления за сборную.

### В сборной Африки
В 2000 году Траоре участвовал в товарищеском матче между сборной Европы и сборной Африки. За европейскую сборную играли такие игроки, как Томас Равелли, Гвидо Бухвальд, Франк Райкард и Микаэль Лаудруп. В команде африканцев, вместе с Траоре, были такие игроки, как Тома Н’Коно, Абеди Пеле, Роже Милла и Карим Абдул Разак. Матч закончился со счётом 4:0 в пользу сборной Европы.

## Достижения
«АСЕК Мимозас»
- Чемпион Кот-д’Ивуара (6): 1990, 1991, 1992, 1993, 1994, 1995
- Обладатель Кубка Кот-д’Ивуара (2): 1990, 1995

 Сборная Кот-д’Ивуара
- Победитель Кубка африканских наций: 1992
- Бронзовый призёр Кубка африканских наций (2): 1986, 1994

### Личные
- Лучший бомбардир Чемпионата Кот-д’Ивуара (2): 1992, 1994
- Лучший бомбардир Кубка африканских наций (2 гола): 1988